# Liste des épisodes de Dokidoki! PreCure
Cet article présente la liste des épisodes de la série télévisée d’animation japonaise Dokidoki! PreCure aussi appelée Glitter Force Doki Doki dans les autres pays dont la France.

## Liste des épisodes
La série est diffusée du 3 février 2013 au 26 janvier 2014 au Japon, et à partir du 18 août 2017 en France et dans les autres pays sur Netflix sous le nom Glitter Force Doki Doki.
Sur les 49 épisodes diffusés au Japon, seuls 30 ont été doublés puis diffusés sur Netflix sous forme de deux saisons avec certains épisodes fusionnés pour n'en former qu'un.
Les titres français des épisodes sont ceux des épisodes de Glitter Force Doki Doki tandis que pour ceux n'ayant pas été doublés, les titres sont des traductions littérales de la version originale.

### Saison 1
En France, les 15 épisodes qui constituent cette saison ont été diffusés le 18 août 2017 sur Netflix.
| No      | Titre français                        | Titre japonais                               | Titre japonais | Date de 1re diffusion |
| No      | Titre français                        | Kanji                                        | Rōmaji | Date de 1re diffusion |
| ------- | ------------------------------------- | -------------------------------------------- | --- | --------------------- |
| 1 (1)   | Une nouvelle aventure                 | 地球が大ピンチ！残された最後のプリキュア!!   | Chikyū ga Dai Pinchi! Nokosareta Saigo no Purikyua!! (La Terre dans un moment critique ! La dernière des PreCure !!) | 3 février 2013        |
| 1 (2)   | Une nouvelle aventure                 | ガーン！キュアハートの正体がバレちゃった!!   | Gān! Kyua Hāto no Shōtai ga Barechatta!! (Oops ! L'identité secrète de Cure Hearts découvert !!)                     | 10 février 2013       |
| 2 (3)   | Un diamant brut                       | 最高の相棒登場！キュアダイヤモンド!!         | Saikō no Aibō Tōjō! Kyua Daiyamondo!! (La meilleure des partenaires apparaît ! Cure Diamond !!)                      | 17 février 2013       |
| 3 (4)   | Et de trois avec Clara                | お断りしますわ！私、プリキュアになりません!! | Okotowarishimasu wa! Watashi, Purikyua ni Narimasen!! (Je dois refuser ! Je ne peux devenir une PreCure !!)          | 24 février 2013       |
| 4 (5)   | Sous les Glitter projecteurs          | うそ！キュアソードってあの子なの??           | Uso! Kyua Sōdo-tte Anoko nano?? (Impossible ! Cette fille serait Cure Sword ??)                                      | 3 mars 2013           |
| 5 (6)   | Le Pique de Splendorius               | ビックリ！私のお家にまこぴーがくる!?         | Bikkuri! Atashi no Ouchi ni Makopī ga kuru!? (Quelle Surprise ! MakoP vient chez moi !?)                             | 10 mars 2013          |
| 6 (7)   | Sur le chemin du retour               | ギリギリの戦い！さらば、プリキュア!!         | Girigiri no Tatakai! Saraba, Purikyua!! (Un combat intense ! Adieu, PreCure !!)                                      | 17 mars 2013          |
| 6 (8)   | Sur le chemin du retour               | きゅぴらっぱ～！ふしぎ赤ちゃん誕生!!         | Kyupirappa~! Fushigi Aka-chan Tanjō!! (Kyupirappa~! Un mystérieux bébé est né !!)                                    | 24 mars 2013          |
| 7 (9)   | Les Mésaventures des baby-sitters     | ハチャメチャ！アイちゃん学校にいく!!         | Hachamecha! Ai-chan Gakkō ni Iku!! (Insensé ! Ai-chan va à l'école !!)                                               | 31 mars 2013          |
| 8 (10)  | Une superstar en cours                | 転校生は、国民的スーパーアイドル!!           | Tenkōsei wa, Kokuminteki Sūpā Aidoru!! (L'étudiante transférée est une Super Idol Nationale !!)                      | 7 avril 2013          |
| 9 (11)  | Serviable à l'excès                   | めざめよ！プリキュアの新たなる力！           | Mezame yo! Purikyua no Aratanaru Chikara! (Reveil ! Le nouveau pouvoir des PreCure)                                  | 14 avril 2013         |
| - (12)  |                                       | マナの決意！あたし弟子をとります！           | Mana no Ketsui! Atashi Deshi o Torimasu! (La Décision de Mana ! Je vais prendre un apprenti !)                       | 21 avril 2013         |
| 10 (13) | La Princesse et la rose               | ついに発見!?王女様の手がかり！               | Tsui ni Hakken!? Ōjo-sama no Tegakari! (Enfin trouvée !? Un indice sur la Princesse !)                               | 28 avril 2013         |
| - (14)  |                                       | 夢か約束か！六花おおいに悩む！               | Yume ka Yakusoku ka! Rikka Ōi ni Nayamu! (Le Rêve ou la promesse ! Les soucis de Rikka !)                            | 5 mai 2013            |
| 11 (15) | Lumière, moteur, distraction !        | 大いそがし！真琴のアイドルな日々！           | Ō Isogashi! Makoto no Aidoru na Hibi! (Très Occupée ! Les jours d'idol de Makoto)                                    | 12 mai 2013           |
| 12 (16) | La Nouvelle Meilleure Ennemie de Maya | レジーナ猛アタック！マナはあたしのモノ！     | Rejīna Mō Atakku! Mana wa Atashi no Mono! (La féroce attaque de Regina ! Mana est à moi !)                           | 19 mai 2013           |
| 13 (17) | Le Retour de Regina                   | ショック！奪われたクリスタル！               | Shokku! Ubawareta Kurisutaru! (Choc ! Le cristal volé !)                                                             | 26 mai 2013           |
| 13 (18) | Le Retour de Regina                   | 出現！さいごのロイヤルクリスタル！           | Shutsugen! Saigo no Roiyaru Kurisutaru! (Apparaît ! le dernier cristal royal !)                                      | 2 juin 2013           |
| - (19)  | -                                     | クリスタルをかけて！ジコチューのゲーム！     | Kurisutaru o Kakete! Jikochū no Gēmu! (Parions les cristaux ! Le jeu de Jikochu !)                                   | 9 juin 2013           |
| 14 (20) | Les Glitter brisent la glace          | クリスタルの導き！王女様のもとへ！           | Kurisutaru no Michibiki! Ōjo-sama no Moto e! (La voie du cristal ! Vers la princesse !)                              | 16 juin 2013          |
| 15 (21) | Retour à Splendorius                  | トランプ王国へ！王女様を救え！               | Toranpu Ōkoku e! Ōjo-sama o Sukue! (Allons au royaume de la carte maitresse ! Sauvons la princesse !)                | 23 juin 2013          |

### Saison 2
En France, les 15 épisodes qui constituent cette saison ont été diffusés le 10 novembre 2017 sur Netflix.
| No      | Titre français                      | Titre japonais                                   | Titre japonais | Date de 1re diffusion |
| No      | Titre français                      | Kanji                                            | Rōmaji | Date de 1re diffusion |
| ------- | ----------------------------------- | ------------------------------------------------ | --- | --------------------- |
| 16 (22) | Ennemies de cœur                    | ピンチに登場！新たな戦士キュアエース！           | Pinchi ni Tōjō! Aratana Senshi Kyua Ēsu! (Apparition dans un moment critique ! La nouvelle guerrière Cure Ace !)     | 30 juin 2013          |
| 17 (23) | La Première Règle des Glitter Force | 愛を取り戻せ！プリキュア5つの誓い！              | Ai o Torimodose! Purikyua Itsutsu no Chikai! (Rapporter l'amour ! Les 5 vœux des PreCures !)                         | 7 juillet 2013        |
| 18 (24) | Mackenzie a perdu la flamme         | 衝撃！まこぴーアイドル引退宣言！                 | Shōgeki! Makopī Aidoru Intai Sengen! (Choc ! MakoP veut arrêter d'être idole !)                                      | 14 juillet 2013       |
| 19 (25) | Ceux qui prennent ta défense        | 華麗な変身！ニューヒロイン登場!?                 | Karei na Henshin! Nyū Hiroin Tōjō!? (Une transformation brillante ! Apparition d'une nouvelle héroïne !?)            | 21 juillet 2013       |
| 20 (26) | En quête d'un rêve                  | ホントの気持ちは？六花またまた悩む！             | Honto no Kimochi wa? Rikka Matamata Nayamu! (Quels sont mes vrais sentiments ? Rikka s'en fait encore !)             | 28 juillet 2013       |
| 21 (27) | Le Talon d'Achille de Glitter Ace   | バレちゃった!?キュアエースの弱点！               | Barechatta!? Kyua Ēsu no Jakuten! (Découvert !? La faiblesse de Cure Ace !)                                          | 4 août 2013           |
| - (28)  | -                                   | 胸がドキドキ！亜久里の夏休み！                   | Mune ga Dokidoki! Aguri no Natsuyasumi! (Mon cœur bat ! Les vacances d'été d'Aguri !)                                | 11 août 2013          |
| - (29)  | -                                   | マナのために！シャルル大変身！                   | Mana no Tame ni! Sharuru Dai Henshin! (Pour le bien de Mana ! La grande transformation de Sharuru)                   | 18 août 2013          |
| 22 (30) | Le Miroir de cristal                | 最後の試練！伝説のプリキュア！                   | Saigo no Shiren! Densetsu no Purikyua! (L'épreuve finale ! La PreCure légendaire !)                                  | 1er septembre 2013    |
| 23 (31) | Les Ténèbres guettent               | 大貝町大ピンチ！誕生！ラブリーパッド             | Ōgai-chō Dai Pinchi! Tanjō! Raburī Paddo (Oogai Town en critique ! Le Pad charmant est né !)                         | 8 septembre 2013      |
| - (32)  | -                                   | マナ倒れる！嵐の文化祭                           | Mana Taoreru! Arashi no Bunkasai (Mana s'effondre ! Un festival culturel orageux)                                    | 15 septembre 2013     |
| - (33)  | -                                   | ありすパパ登場！四葉家おとまり会！               | Arisu Papa Tōjō! Yotsuba-ke Otomarikai! (Le père d'Alice apparaît ! La réunion de la famille Yotsuba !)              | 22 septembre 2013     |
| - (34)  | -                                   | ママはチョーたいへん！ふきげんアイちゃん！       | Mama wa Chō Taihen! Fukigen Ai-chan! (Pas facile d'être une maman ! Ai-chan n'est pas contente !)                    | 29 septembre 2013     |
| - (35)  | -                                   | いやいやアイちゃん！歯みがき大作戦！             | Iya Iya Ai-chan! Hamigaki Daisakusen! (Non non Ai-chan ! Opération lavage des dents !)                               | 6 octobre 2013        |
| - (36)  | -                                   | ラケルはりきる！初恋パワー全開！                 | Rakeru Harikiru! Hatsukoi Pawā Zenkai! (Raquel en plein entrain ! Le pouvoir du premier amour, à plein régime !)     | 13 octobre 2013       |
| - (37)  | -                                   | なおせ好きキライ!ニンジンVS亜久里!               | Naose Suki Kirai! Ninjin tai Aguri! (Arrête ce caprice ! Aguri VS carottes)                                          | 20 octobre 2013       |
| - (38)  | -                                   | ベールのたくらみ！アイちゃんジコチューになる！？ | Bēru no Takurami! Ai-chan Jikochū ni Naru!? (Le plan de Bel ! Ai-chan devient un Jikochu !?)                         | 27 octobre 2013       |
| 24 (39) | La Lance chatoyante                 | 会いに来たよ！レジーナふたたび！                 | Ai ni Kita yo! Rejīna Futatabi! (Je suis venue te voir ! Le retour de Regina !)                                      | 10 novembre 2013      |
| - (40)  | -                                   | とどけたい思い！まこぴー新曲発表！               | Todoketai Omoi! Makopī Shinkyoku Happyō! (Les sentiments que je veux transmettre ! La nouvelle chanson de MakoP !)   | 17 novembre 2013      |
| - (41)  | -                                   | ありすの夢！花がつないだともだち                 | Arisu no Yume! Hana ga Tsunaida Tomodachi (Le rêve d'Alice ! La fleur qui connecte les amis)                         | 24 novembre 2013      |
| - (42)  | -                                   | みんなで祝おう！はじめての誕生日！               | Minna de Iwaō! Hajimete no Tanjōbi! (Célébrons ! Le premier anniversaire !)                                          | 1er décembre 2013     |
| 25 (43) | L'Esprit de famille                 | たいせつな人へ！亜久里の授業参観！               | Taisetsu na Hito e! Aguri no Jugyō Sankan! (Pour la personne qui m'est le plus cher ! La visite de classe d'Aguri !) | 8 décembre 2013       |
| - (44)  | -                                   | ジコチューの罠！マナのいないクリスマス           | Jikochū no Wana! Mana no Inai Kurisumasu (Le piège de Jikochu ! Un Noël sans Mana)                                   | 15 décembre 2013      |
| 26 (45) | La Couronne d'or de la sagesse      | 宿命の対決！エースVSレジーナ                     | Shukumei no Taiketsu! Ēsu tai Rejīna (Le combat du destin ! Ace vs Regina)                                           | 22 décembre 2013      |
| 27 (46) | L'Histoire de Splendorius           | エースとレジーナ！誕生の真実！                   | Ēsu to Rejīna! Tanjō no Shinjitsu! (Ace et Regina ! La vérité derrière leur naissance !)                             | 5 janvier 2014        |
| 28 (47) | Le Début de la fin                  | キュアハートの決意！まもりたい約束！             | Kyua Hāto no Ketsui! Mamoritai Yakusoku! (La décision de Cure Heart ! Cette promesse que je veux protéger)           | 12 janvier 2014       |
| 29 (48) | Au cœur du roi                      | ドキドキ全開！プリキュアVSキングジコチュー！     | Dokidoki Zenkai! Purikyua tai Kingu Jikochū! (Battement à plein régime ! Precure vs roi Jikochu)                     | 19 janvier 2014       |
| 30 (49) | La Bataille finale                  | あなたに届け！マイスイートハート                 | Anata ni Todoke! Mai Suīto Hāto (Je te le donne ! Mon cœur !)                                                        | 26 janvier 2014       |